# Shinseiki Evangelion 2: Evangelions
Neon Genesis Evangelion 2 (яп. 新世紀エヴァンゲリオン2 "Синсэйки Эвангэрион 2") — японская видеоигра для PlayStation 2 в жанре RPG, разработанная Alfa System и изданная Bandai. Игроку предоставляется возможность влиять на игровой мир, а также управлять несколькими (Аска, Каору, Синдзи и т.д) персонажами. События происходят несколько поколений спустя сюжета тв-сериала Neon Genesis Evangelion. PSP версия вышла 27 апреля 2006 под названием Neon Genesis Evangelion 2 -Another Cases-.
Одна из особенностей игры — 24 документа с «Секретной информацией» (Kimitsu Jouhou), которые игрок сможет прочесть в процессе прохождения. В этих документах раскрываются некоторые тайны Ев и Ангелов, также в них можно найти и другую информацию о вселенной: Адам и Лилит являются поселенцами, посланными к Земле, чтобы с луны стать предками «Первой расы», с помощью «Семян» и копий Лонгиня; Ангелы ищут чёрную луну Лилит, потому что им нужен Адам или Лилит; и так далее. Хотя информация, по словам разработчиков, была основана на обширных интервью с Анно Хидэаки, создателем франшизы, об этом никогда не было официально заявлено. Кроме того, в сюжет также внесен ряд дополнений, таких, как F-type оборудования и конечных продуктов Jet Alone (в отличие от оригинального сериала (эпизод «A human work»), история не заканчивается закрытием проекта.

## Игровой процесс
Игрок свободно перемещает Еву по большой карте, пока не встретит враждебного NPC. При нападении врага выпадает меню со списком доступных действий (Атака, Защита и т.д). После выбора загружается сцена битвы с полноценной 3D-анимацией. На тот момент это был самый популярный элемент игры. Также присутствуют сюжетные арки, в которых игрок имеет список играбельных персонажей на выбор, чтобы играть в режиме истории. Например, 3 главных героя Синдзи Икари, Рэй Аянами и Аска Лэнгли Сорью, доступны с самого начала. По мере прохождения становятся доступными и другие персонажи.

## Прочее
В первую неделю выпуска было продано 27,583 копий игры.